# Sinophorus infimus
Sinophorus infimus là một loài tò vò trong họ Ichneumonidae.